# イーヴァル・クルーガー
イーヴァル・クルーガー（Ivar Kreuger、1880年3月2日 - 1932年3月12日）は、スウェーデンの土木技術者、資本家、起業家、実業家である。

## 概要
イーヴァル・クルーガーは1908年に新しい建築工法に特化した建築会社クルーガー&トール社（Kreuger & Toll Byggnads AB）を共同で設立した。積極的な投資と革新的な金融手法で彼は世界的なマッチと金融の帝国を築き上げた。戦間期にクルーガーはヨーロッパと中央アメリカ、南アメリカの各国政府とマッチの独占を交渉し、最終的に世界のマッチ生産の3分の2を支配することになり「"マッチ王"（"Match King"）」として知られるようになった。幾分ポンチ方式（Ponzi scheme）として評されるクルーガーの金融帝国は、マッチの独占 を基礎としていた。世界恐慌の最中に崩壊したが、アクセル・ヴェナー＝グレンに多くの資産を買い取られた。1932年3月、クルーガーは銃で自殺した。

## 誕生

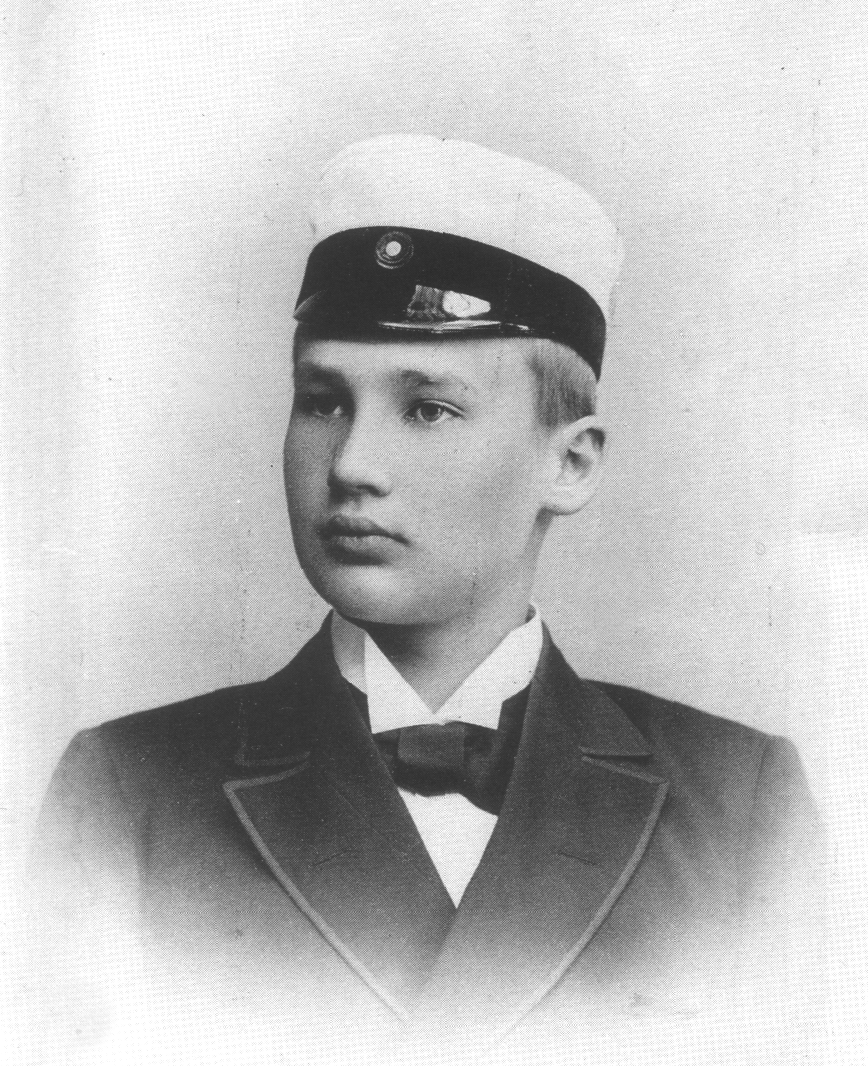
16歳で卒業したイーヴァル・クルーガー、1896年6月

イーヴァル・クルーガーはカルマルのマッチ製造業者エルンスト・アウグスト・クルーガー（Ernst August Kreuger 1852年 - 1946年） と妻のヤンヌ・エメリー・クルーガー（Jenny Emelie Kreuger 1856年 - 1949年、旧姓 フォルスマン Forssman）の間に長男としてカルマルで生まれた。イーヴァルにはイングリット（Ingrid 1877年 生）、ヘルガ（Helga 1878年 生）、トルステン（Torsten 1884年 生）、グレタ（Greta 1889年 生）、ブリッタ（Britta 1891年 生）という5人の兄弟がいた。クルーガー家はカルマルに幾つかのマッチ工場を所有していた。学生時代にイーヴァルは家庭教師のお陰で2学年飛び級して16歳で卒業した。彼はストックホルムのスウェーデン王立工科大学で学業を続け、機械工学と土木工学の修士課程を修め20歳の時に卒業した。

## アメリカでの若年期
世紀が変わった後の7年間にイーヴァル・クルーガーは旅行に出て海外のアメリカ合衆国（米国）、メキシコ、南アフリカで技術者として働いたが、ほとんどの時間を米国で過ごした。南アフリカでは友人のアンデシュ・ヨルダール（Anders Jordahl）と共に短期間レストランを経営したが間もなく売却した。クルーガーがニューヨークのコンソリデーティッド・エンジニアリング&コンストラクション社（The Consolidated Engineering & Construction Co.）とパービー&ヘンダーソン社（Purdy & Henderson）で働いている間にトラスド・コンクリート・スチール社（Trussed Concrete Steel Co.）で使用されていた鉄筋コンクリート工法の特許ユリウス・カーン 工法に出会った。この新しい工法は当時まだスウェーデンには導入されていなかった。1907年にクルーガーはこの工法のスウェーデンとドイツ市場での代理権を獲得し、両国で同時にこの新しい工法を導入するために1907年末にスウェーデンに帰った。当時のスウェーデンで最も鉄筋コンクリート工法に精通していた内の1つがイーヴァル・クルーガーの従兄弟ヘンリク・クルーガー（Henrik Kreüger）が勤めていたストックホルムのスウェーデン王立工科大学（KTH）であった。

## 建設業

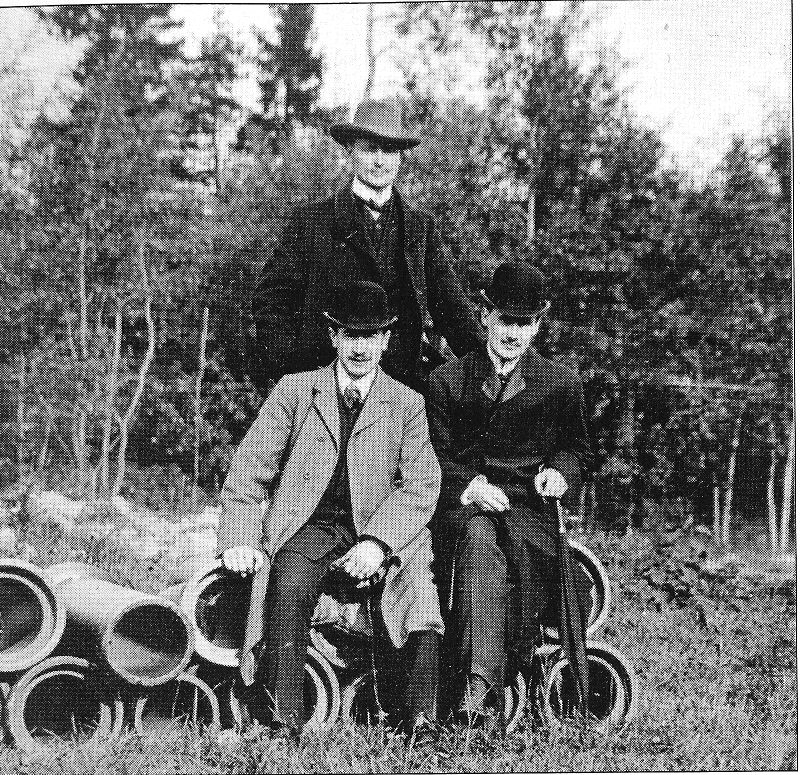
建築会社クルーガー&トール社の創立者：パウル・トール（立ち姿）、ヘンリク・クルーガー（左）とイーヴァル・クルーガー。1908年、クルーガー&トール社の初期の仕事の1つであるソルナ）の陸橋を検査中

1908年5月にイーヴァル・クルーガーは、建設会社キャスパー・ヘグルンド社（Kasper Höglund AB）で働いていた技術者のパウル・トール（Paul Toll）とスウェーデン王立工科大学で土木工学の教授を務め企業の技術コンサルタントをしていた従兄弟のヘンリク・クルーガーと共に建築会社クルーガー&トール社（Kreuger & Toll）をスウェーデンで設立した。ドイツではイーヴァル・クルーガーは米国時代からの仲間アンデシュ・ヨルダールと共に「ドイツ・カーン鉄鋼会社（Deutsche Kahneisengesellschaft）」 を設立した。.
当時のスウェーデンでは新しい建築工法は十分には受け入れられず、新工法の拡販のためにクルーガーは幾度か講義を行い、一流の専門誌「テクニスク・ティドスクリフト（Teknisk Tidskrift）」に新工法のイラスト入りの記事を書いた。
新しい建築工法は間もなく成功を収め、会社はストックホルム・オリンピアスタディオン（1911年 - 1912年）、ストックホルム市庁舎の基礎工事（1912年 - 1913年）、ストックホルムのデパートのNK（1913年 - 1914年）といった有名な建築物を幾つか受注した。これらの先進的なプロジェクトの裏で主任技師を務めたのはヘンリク・クルーガーであった。
数年後、イーヴァルがカルマルにある父親のマッチ工場を引き継いだ時に、彼は建物や橋を建設するよりも新しい会社を設立することに重点を置くようになった。その結果1917年にクルーガー&トール社は、パウル・トールが大部分を所有するクルーガー&トール建設（Kreuger & Toll Construction AB）とイーヴァル・クルーガーが支配人と筆頭株主を務めるクルーガー&トール持株会社（Kreuger & Toll Holding AB）の2つの会社に分割された。同時にクルーガーはスウェーデン・マッチ社（Swedish Match）を設立した。イーヴァル・クルーガーはクルーガー&トール建設の経営陣に入っていなかったが、パウル・トールは当初からHufvudstaden社（Hufvudstaden AB：1915年にイーヴァル・クルーガーが設立した不動産会社）の建設計画の調整役としてクルーガー&トール持株会社の経営陣に名を連ねていた。パウル・トールの会社に対するイーヴァル・クルーガーの持分は公表されていないが、パウル・トールはこの新しく設立された建設会社に対し1917年に60% 、1930年頃には66%の持分を所有していた。クルーガー&トール建設は、如何なるクルーガー&トール持株会社の組織図上にも載ったことが無かった。
スウェーデンの銀行家オスカー・リュードベック（Oscar Rydbeck：1878年 - 1951年）はイーヴァルと近しい仲になり、金融事業に於いてイーヴァルの重要な教師の役割を果たした。リュードベックは1912年頃から1932年のクルーガー恐慌までクルーガー&トール社のコンサルタントを務めた。

## マッチ事業

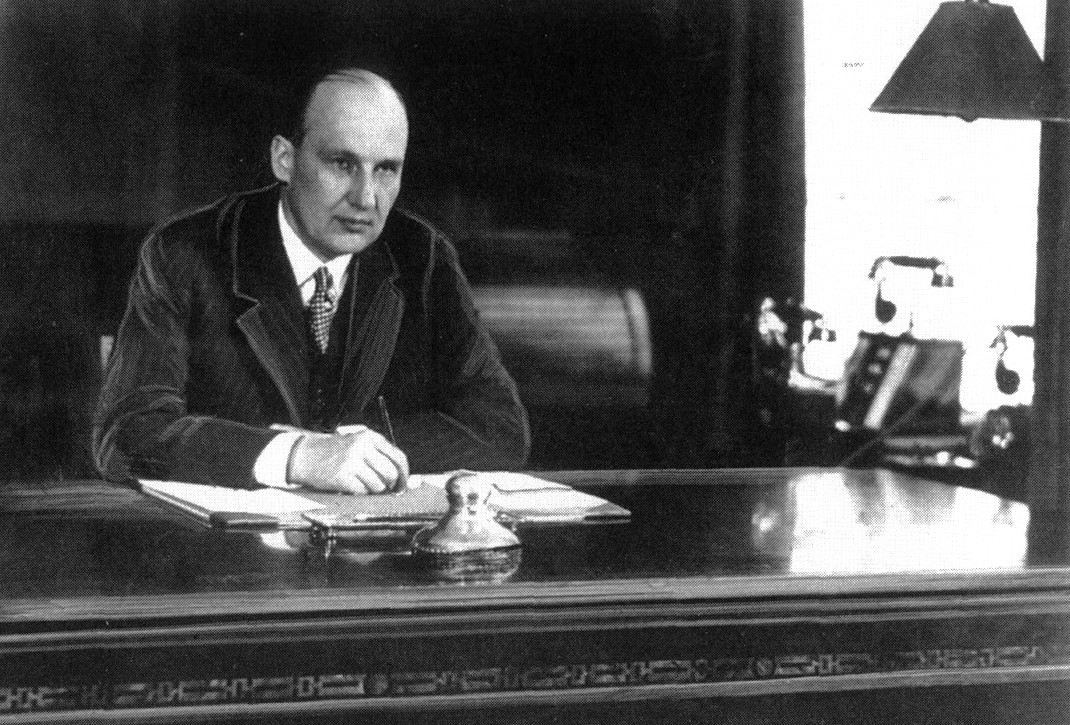
スウェーデン・マッチ社の本社「マッチ・パレス（Matchstick Palace）」（ストックホルム）内のイーヴァル・クルーガー：1930年頃

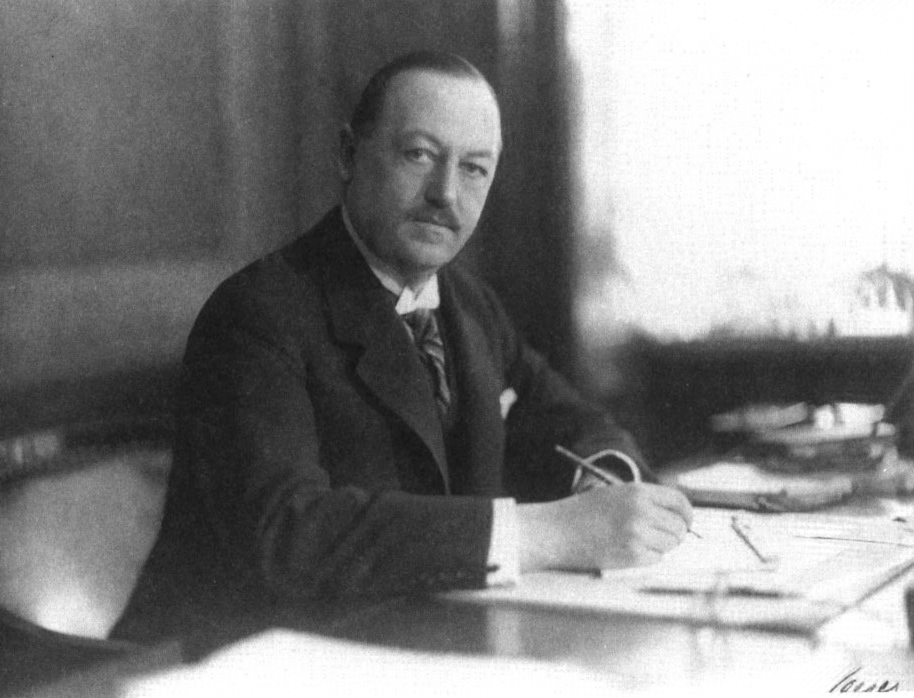
オスカー・リュードベック (1878–1951) 、イーヴァル・クルーガーの御用銀行家：1930年頃

1911年 - 1912年にイーヴァル・クルーガーの父エルンスト・クルーガー、叔父フレディック・クルーガー（Fredik Kreuger）と弟トルステン・クルーガーが経営していたカルマル、フレドリクスダル（Fredriksdal）、ムンステルオース（Mönsterås）のクルーガー家のマッチ工場は財政的な窮地に陥っていた。イーヴァルは銀行家のオスカー・リュードベックから工場の資本を増強するために工場を株式会社に改組するようにアドバイスを受けた。これはスウェーデンの全マッチ産業と共にノルウェーとフィンランドの主要なマッチ会社の再編の始まりとなった。
一家のマッチ工場を基礎としてイーヴァル・クルーガーは最初にスウェーデン企業の「カルマル＝ムンステルオース・マッチ製造（AB Kalmar-Mönsterås Tändsticksfabrik）」を1912年に設立し、父エルンスト、叔父フレディックが主要株主となり弟のトルステン（Torsten）が支配人に任命され、イーヴァルは経営陣の一員となった。
この会社とスウェーデン国内の幾つかの小さなマッチ会社との合併でイーヴァル・クルーガーを総支配人とする「スウェーデン・マッチ製造連合（AB Svenska Förenade Tändsticksfabriker）」 が1913年に設立された。後にスウェーデンで最大のマッチ会社「イェンシェーピン＝ヴァルカン（AB Jönköping-Vulcan）」と合併し、「スウェーデン・マッチ（Svenska Tändsticks AB）」（Swedish Match）が1917年に設立された。クルーガーは元々1912年12月にイェンシェーピン＝ヴァルカン社を合併しようとしたが、ヴァルカン社はスウェーデンで首位のマッチ会社だったためこれには興味を示さなかった。そこでクルーガーは全てのマッチ会社と共にスウェーデン国内と周辺で見つけられるだけの原材料供給会社を買収し始めた。最終的にイェンシェーピン＝ヴァルカン社は、投資会社と当時最大の2大銀行の「ハンデルス銀行」と「スカンディナヴィスカ銀行」を通じて供給される莫大な資本の前に合併を受け入れざるを得なかった。クルーガーの横でこの買収劇を操っていたのは彼の御用銀行家オスカー・リュードベックであった。新会社の株式総数は450,000株であり、223,000株をイーヴァル・クルーガー個人が60,000株を彼の新しい持株会社であるクルーガー&トール持株会社が所有した。
この企業体は、今や工場で使用する製造機械の主要なメーカー全てを含むスウェーデンのマッチ産業全体を網羅しており、マッチ産業に原材料を供給する主要な会社も支配下に治めていた。1917年のスウェーデンのマッチ産業で働く労働者数の合計は約9,000人であった。この期間にクルーガーはノルウェー（ブリン：Brynとハルデン：Halden）とフィンランド（ヴィーボリ：Wiborgsとケッコーラ：Kekkola）で最大のマッチ製造会社も買収した。
しかし、クルーガーは企業を"買収"するのみならずマッチ産業に生産、管理と販売の双方の能率を高めるための新しい手法である大規模製造設備と販売機構に新しい考え方を導入した。これはそれ以後産業界で規範となる国際的な巨大企業の誕生であった。
9年間（1908年 - 1917年）にクルーガーは、新しい巨大な建設会社を何とか設立すると共にノルウェーとフィンランドの主要なマッチ会社を含むスウェーデン・マッチ製造連合を設立した。北欧のマッチ産業界に於けるこの新しい企業組織体は、その他の地域の巨大なマッチ製造会社の手強い競争相手となった。
官製独占を吸収してスウェーデン・マッチ社が拡大していったことにより、このスウェーデン企業は世界最大のマッチ製造業者となった。クルーガーはクルーガー&トール社の子会社を米国に立ち上げ、ニューヨークのリー・ヒギンソン社（Lee, Higginson & Co.）と共にインターナショナル・マッチ社（International Match Corporation：IMCO）を設立した。この企業体は最終的には全世界のマッチ製造のほぼ75%を支配した。

## その他の事業
1925年 - 1930年、ヨーロッパの多くの国々が第一次世界大戦後の疲弊に苦しんでいた。クルーガーの会社は復興を促進するために各国政府に対し融資を行い、政府は担保としてクルーガーの帝国による自国でのマッチ独占権を認めた。融資の見返りにクルーガーはマッチの製造、販売、流通に関する独占又は完全な独占を手中にした。独占契約の内容は個々の国で異なった。これらの取引の裏でスウェーデンと米国の両政府がどの程度関わっていたかは定かではない。スウェーデンと米国の銀行から注ぎ込まれる資金を元にしたクルーガーによる直接融資と膨大な量の社債（participating debentures）の発行により資本は巨大に膨れ上がっていった。
クルーガーはマッチ産業のみならず北部スウェーデンのほとんどの森林産業の支配権を得て、セルロース製品カルテルの主導権を握ろうと計画した。
パルプ製造業のスベンスカ・セルローサの設立後、1929年にクルーガーは電話機会社のエリクソン、鉱業（金）のボリデンス・グルフの主な株式とボールベアリング製造のSKF、銀行のスカンディナヴィスカ・クレジット（Skandinaviska Kreditaktiebolaget）やその他の企業の主要な持分を手に入れた。
海外ではクルーガーはドイツのドイツ・ユニオン銀行（Deutsche Unionsbank）とフランスのパリ・ユニオン銀行（Union de Banques à Paris）を買収し、その資金は買収した会社自身に支払わせた。新しい投資を誘致したり新たに乗っ取った会社の基金を不正に略取することにより常に増加する配当を払い込み、利益を計上するというエンロン方式の錬金術を数十年先取りした彼の発明でこれらの手口を必要、且つ可能なものにした。
1931年には200と目される企業がクルーガーの支配下にあったが、世界恐慌の発生がクルーガーと彼の帝国を最終的に崩壊へと追い込むクルーガーの収支を露わにする主要な要因となった。
1930年の春にクルーガーは米国を訪れシカゴ産業クラブ（Industrial Club of Chicago）で「（"The transfer problem and its importance to the United States"）」という表題の世界の経済情勢に関する講演を行った。 クルーガーはフーヴァー大統領からホワイトハウスに招かれ世界の経済問題に関して懇談し、6月には1907年に若き主任技術者としてスタジアムを建設したシラキューズ大学で経営学の博士号を授与された。
1929年がクルーガーの経歴で最高潮の時期であった。200以上の企業で形成されるクルーガーの財産は300億SEK（スウェーデン・クローナ）、2000年時点の約1,000億USドルに相当する額であると考えられている。同じ年のスウェーデンの銀行による総融資額は40億SEKであった。

## イーヴァル・クルーガー支配下の主な企業 1930年
- クルーガー&トール（Kreuger & Toll AB）：IMCO社を含む全てのクルーガー関連会社の持ち株会社。
- スウェーデン・マッチ（Svenska Tändsticks Aktiebolaget-STAB）
- インターナショナル・マッチ（International Match Corporation：IMCO）、USA：ヨーロッパ以外の国々の持ち株会社。1923年設立。
- ダイアモンド・マッチ（Diamond Match）、USA
- オハイオ・マッチ（Ohio Match）、USA
- ストーラ・コッパルベリス・ベリスラグス（Stora Kopparbergs Bergslags AB）
- SKF（Svenska kullagerfabriken）：ボールベアリング
- LKAB：鉱業
- ボリデンス・グルフ（Bolidens Gruv AB）：鉱業、主に金
- Hufvudstaden AB：不動産。主な資産はストックホルム市内。1915年にイーヴァル・クルーガーにより設立。
- L.M. エリクソン（Telefon AB L.M. Ericsson）[11]
- スベンスカ・セルローサ（Svenska Cellulosa Aktiebolaget）：パルプ
- ヘグブロフォルセンス（Högbroforsens Industri AB）：セルロース
- Sirus A/G
- Szikra Ungar. Zundholzfabriken
- アルシング貿易（Alsing Trading Co.）：英国
- スウェーデン・フィルム（AB Svensk Filmindustri：SF）：映画
- スカンディナヴィスカ・クレジット（Skandinaviska Kreditaktiebolaget）
- ストックホルム担保保証（Stockholms Inteckningsgaranti AB）
- グレニエスベリ＝オクレースンド交通（Trafik AB Grängesberg-Oxelösund）：鉄道
- パリ・ユニオン銀行（Union de Banques à Paris）
- パリ・スウェーデン銀行（Banque de Suède et de Paris）
- ホランセ・クープマンス銀行（Hollandsche Koopmansbank）
- パサージュ建設（Aktienbauverein Passage）
- AG für Hausbesitz
- アメリカ・ポーランド銀行（Bank Amerykanski w Polsce）：ポーランド

## 1925-1930年の外国政府へのクルーガー・グループの融資[12]
1930年に於ける外国政府へのクルーガー・グループの総融資額は3億8,700万USドルであり、これは1998年時点での350億USドルの貨幣価値に相当する額である。

（注：$ はUSドル、£ はUKポンド、SEKはスウェーデン・クローナ）
- ポーランド I、1925年：$600万　ポーランド II、1930年：$3,240万
- 自由都市ダンツィヒ、1930年：$100万
- ギリシャ I、1926年：£100万　ギリシャ II、1931年：£100万
- エクアドル I、1927年：$200万　エクアドル II、1929年：$100万
- フランス、1927年：$7,500万
- ユーゴスラビア、1928年：$2,200万
- ハンガリー、1928年：$3,600万
- ドイツ、1929年：$1億2,500万
- ラトビア、1928年：$600万
- ルーマニア、1930年：$3,000万
- リトアニア、1930年：$600万
- ボリビア、1930年：$200万
- エストニア、1928年：SEK 7,600万
- ガテマラ、1930年：$2,500万
- トルコ、1930年：$1,000万
- ドイツ、「"ヤング融資"（"Young-loan"）」[13] の1部、1930年：$1,500万

クルーガーは1930年にイタリアへ$7,500万を融資することを計画していたが実現しなかった。

## クルーガー帝国の終焉
1931年半ばにクルーガー&トールとその他のクルーガー帝国の企業が財政的に不安定な状態にあるという噂が広まった。1931年2月にクルーガーは自身への融資額を大幅に引き上げてくれるように人生で2度目となる援助をスウェーデン国立銀行に求めた。その当時のスウェーデンの銀行のクルーガーに対する融資総額はスウェーデンの準備通貨のおよそ半分に相当する額にも上ると見積もられ、そのことが国際金融市場に於けるスウェーデンの通貨価値に悪影響を与え始めていた。クルーガーへの融資の増額を認めるために政府はクルーガーのグループ会社全ての完全な収支状況の提出を求め、銀行（スウェーデン国立銀行）独自の計算の結果クルーガー&トールの財政状況は融資の増額を認めるには程遠い位脆弱であることが分かった。
この時点でイーヴァル・クルーガーは米国に滞在中でスウェーデン国立銀行総裁のイーヴァル・ルース（Ivar Rooth）と会見するためにヨーロッパへ戻るように要請された。クルーガーが最後にスウェーデンを発ったのが1931年11月29日で、ヨーロッパへ戻るのに「イル・ド・フランス（Ile de France）」に乗船して1932年3月11日にパリに到着した。イーヴァル・ルースとの会見は3月13日か14日にベルリンで行われる予定であった。クルーガーはベルリンでの会見の準備のためにクリステル・リットリン（Krister Littorin、クルーガー&トール持株会社の副社長）と御用銀行家のオスカー・リュードベックに3月11日にパリで会った。しかし3月12日にクルーガーは、ヴィクトール・エマニュエルIII世通り（Avenue Victor Emanuel III）の自身のアパートメントで死体となって発見された。クルーガーの使用人のフランス人家政婦のバロー夫人（mademoiselle Barrault）と当日の朝にクルーガーと連絡をとった建物の管理人を聴取した後で、フランスの警察と検死した医師はクルーガーが午前10時45分から午後12時10分の間に自らを銃で撃ったと結論付けた。9mmの自動式拳銃が死体の横のベッドの上で発見された。
クルーガーは部屋の中にクリステル・リットリン宛の封書を残しており、その中には3通の封書、1通は妹のブリッタ宛、もう1通はスーネ・シーレ（Sune Scheéle） 宛そしてリットリン宛が入っていた。リットリン宛の手紙（リットリンは彼の最も近しいスウェーデン人の仕事仲間であったにもかかわらず何故か英語で）にはクルーガーはこう書いていた。
関係者全てにとって最も満足のいく解決策であると信じてこのような決断を下しました。同封の2通の手紙と数日前にヨルダールからヴィクトール・エマニュエルIII世通り5番地の私宛に届いた2通の手紙のヨルダールへの返送を頼みます。手紙は客船 マジェスティック号（Majestic）から送られてきたものです。それではさようなら。感謝を込めて。 I K.
I have made such a mess of things that I believe this to be the most satisfactory solution for everybody concerned. Please, take care of these two letters also see that two letters which were sent a couple of days ago by Jordahl to me at 5, Avenue Victor Emanuel are returned to Jordahl. The letters were sent by Majestic - Goodbye now and thanks. I K.
イーヴァル・クルーガーの遺体はストックホルムの（Norra begravningsplatsen）に埋葬された。

## クルーガー恐慌
クルーガーの死は「クルーガー恐慌（Kreuger Crash）」を引き起こし世界中の - 特に米国とスウェーデンに酷く- 投資家と企業を直撃した。1933年と1934年に米国議会はクルーガー恐慌の再発を防止するため幾つかの証券関連改正法案を通過させた。これらの法案は広範囲且つ有効に機能し、米国の金融業界は1990年代の規制が緩んだ後に発生したエンロン・スキャンダルとバーナード・L・マドフのポンチ方式まではクルーガー恐慌と同じ規模の詐欺行為の被害にあうことは無かった。
1930年の「フォーリン・アフェアーズ」報告ではクルーガー&トールは6億3,000万USドルの資産を保有していると主張しているが、2億USドルはマッチ事業から、3,000万USドルは銀行に、その他の4億USドルは単に「その他の投資」としてしか分類されていないと断じていた。1932年3月末に会社が最終的に破産したとき、2億5,000万USドルの資産は存在しないことが判明した。
破産に先立ってクルーガーは多数の社債（participating debenture）を発行していた。これは非常に人気があり、成長し続けるクルーガー帝国への厚い信頼から当時のスウェーデン人はこの「クルーガー債」に投資した。クルーガー恐慌の後、この社債と株式は無価値となりその結果何千というスウェーデン人と小規模銀行は貯蓄と財産を失った。大規模投資家と株主とは別の融資者は総額の43%を返還された。ヴァレンベリ・グループとシュテンベック（Stenbeck）・グループの関連銀行とハンデルス銀行はクルーガー帝国の傘下企業のほとんどを買収した。スウェーデン・マッチ社はクルーガー帝国内の多くの製造会社と同様に恐慌の後僅かの期間で復活し、政府が保証する莫大な融資を受けたが数年のうちに完済した。しかし米国のIMCOは生き残れず、清算に9年間を要し最終的に1941年に廃業した。

## 私生活

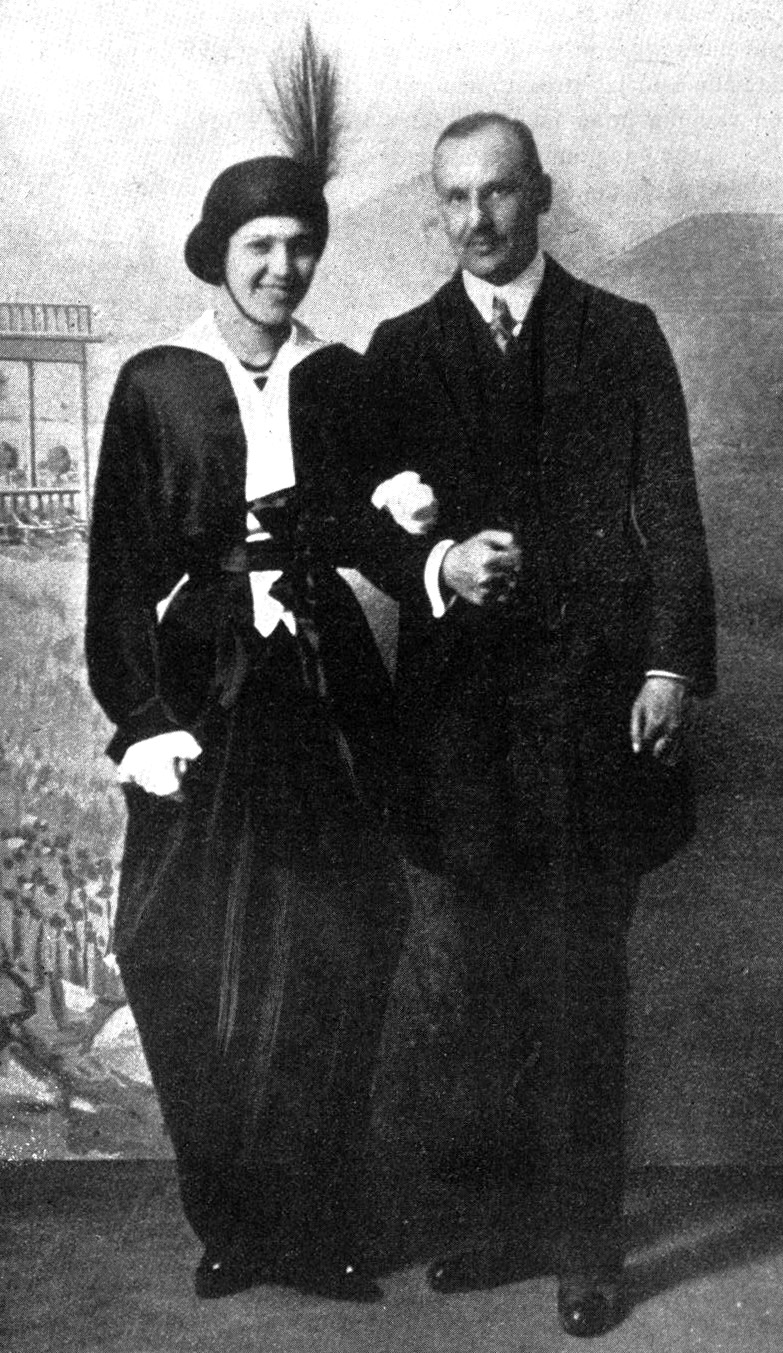
インネボリ・エベルトとイーヴァル・クルーガー、1914年

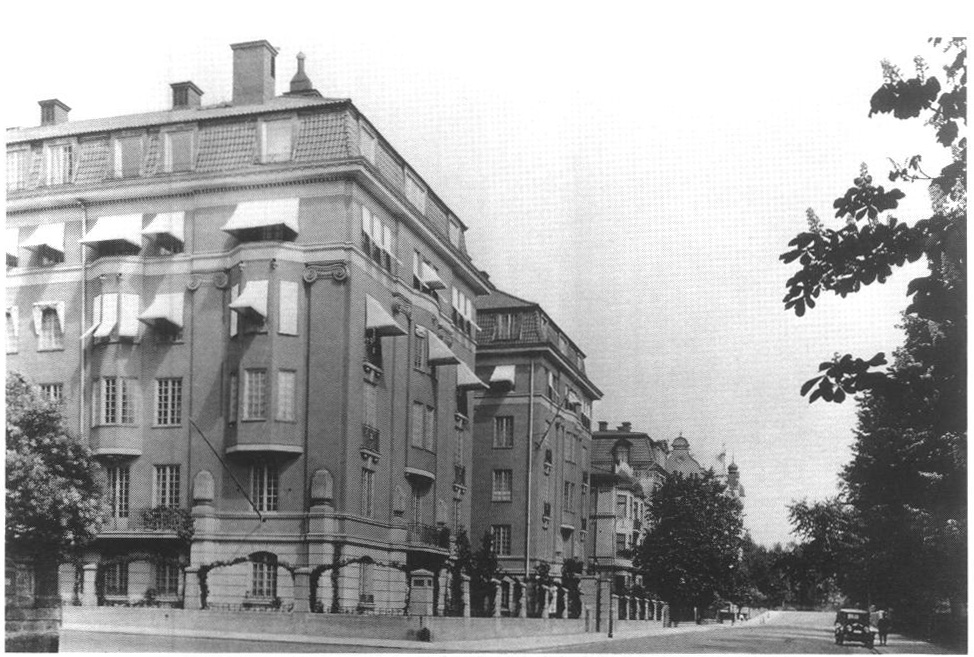
ストックホルム、ヴィラガタン（Villagatan）13Aと13B番地のイーヴァル・クルーガー所有のアパートメント

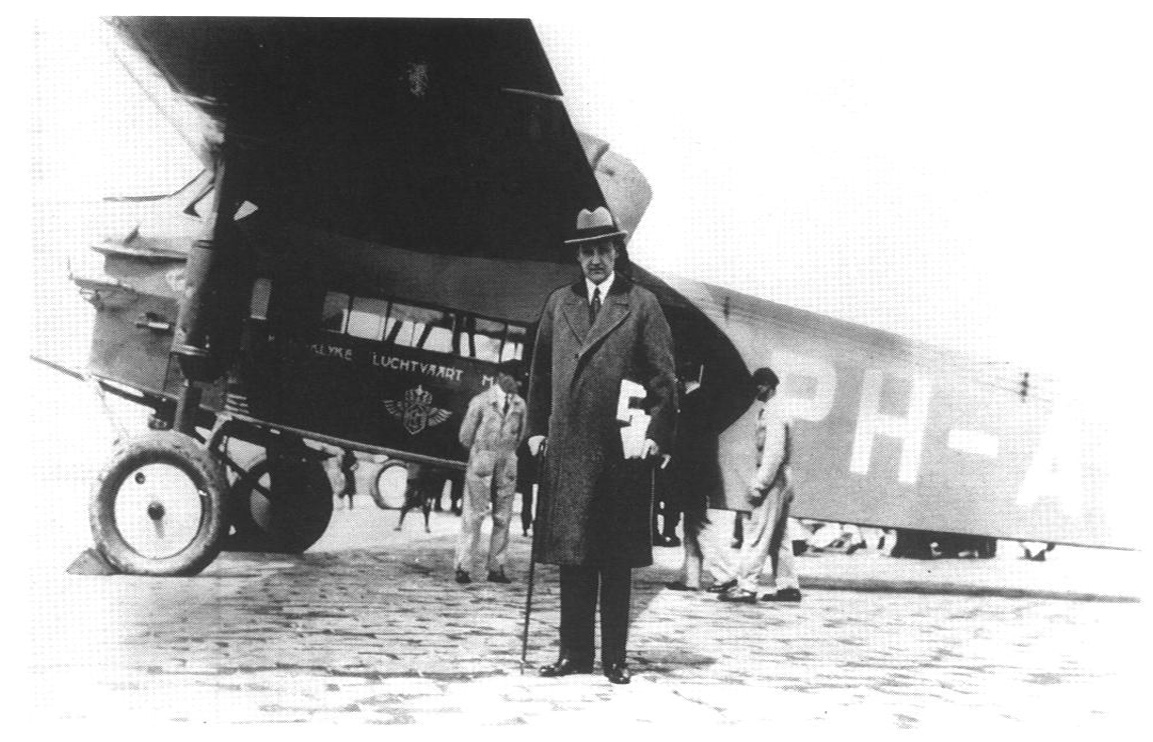
初期の旅客機で出張に旅立つイーヴァル・クルーガー

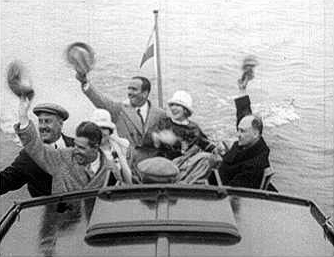
モーターヨットのロリス号に乗るメアリー・ピックフォード、ダグラス・フェアバンクス、チャールズ・マグヌッソンとイーヴァル・クルーガー（右） ストックホルム 1924年

イーヴァル・クルーガーは結婚をしなかったが、ストックホルム出身の同地で理学療法士として働くインネボリ・エベルト（Ingeborg Eberth 1889年 - 1977年、旧姓：ホースラー Hässler） と異なった時期に多年にわたり生活を共にした。
1932年にインネボリ・エベルトが書いたイーヴァルと過ごした日々を綴った著書によると、2人が初めて出会ったのは1913年でイーヴァルは結婚や子供を持つことに興味は無く事業のみに専念していた。彼女は1917年に関係を終え、デンマークへ行きそこでデンマーク人の技術者と結婚した。2人の間にはストックホルムで女優になった娘グレテ・エベルト（Grete Eberth 1919年 - 2002年、結婚後：マクローリー Mac Laury）がいた。しかし数年後、エベルトと離婚したインネボリは娘を連れてストックホルムに戻りそこで再びクルーガーと一緒になった。この新しい生活は1928年頃まで続き、その後は時に応じて会うようになった。2人が最後に会ったのは1931年11月クルーガーが最後の米国旅行に行く直前だった。インネボリがパリでクルーガーの死のニュースを知ったのは事件翌日の1932年3月12日の新聞の見出しであった。
クルーガーはストックホルム、ニューヨーク、パリ、ワルシャワに個人のアパートメントとストックホルム群島に夏を過ごす自身の島（オーネスホルメン：Ängsholmen）を所有していた。ストックホルムのアパートメントはヴィラガタン（Villagatan）13Aと13B番地にある建物の最上階にあり、その建物は現存する。ヨーロッパの出張では仕事相手とパリで会うことを好み、そこではヴィクトール・エマニュエルIII世通り（現在のフランクリン・D・ルーズベルト通り）5番地のフラットに滞在した。クルーガーは数隻の特製モーターヨット を所有し、「エルザ（Elsa）」（1906年製）、「ロリス（Loris）」（1913年製）、「トールナン（Tärnan）」（1925年製）、最も有名なのが1928年にリーディンゲ（Lidingö）で造られた米国のライト社（Wright）から購入したイスパノ・スイザ製 V型12気筒 31.9リットル 650 HPのエンジン付きで50ノット以上の速度を出せる全長37 フィート、4.9トンのモーターヨット「スヴァーラン（ Svalan ：ツバメ）」 であった。1隻の複製が造られた。
クルーガーはストックホルムとニューヨークのアパートメントに多くの個人蔵書と極めて多数の美術コレクションを持っていた。クルーガー恐慌の結果クルーガーの個人財産全てが破産に巻き込まれたが、それ以外で絵画は1932年9月に催されたオークションで売却された。ストックホルムのコレクションはアンデシュ・ソーン作の19枚と非常に多くのオランダの古典傑作（old master）を含む88枚のオリジナル作品で、ニューヨークのコレクションはレンブラントとアンソニー・ヴァン・ダイクのオリジナル作品で構成されていた。

クルーガーは、1919年にスウェーデン・フィルム（AB Svensk Filmindustri：SF）が設立されたときから大株主であったため時折映画界の有名人たちと会う機会があった。1924年にメアリー・ピックフォードとダグラス・フェアバンクスがSFの招きでストックホルムを訪れたときにクルーガーは自身のモーターヨットの「ロリス」でストックホルム群島を案内した。このときの5分間の映像がSFのフィルム保管庫に残されている。 この映像の中にはピックフォード、フェアバンクス、クルーガー、チャールズ・マグヌッソン（Charles Magnusson、SFのマネージャー）、グレタ・ガルボや様々なSFの従業員が全て映されている。

## クルーガーの死に関する最近の論争
クルーガーは1932年までは「"スウェーデンのマッチ王"」、死後には「最初の世界的金融帝国の王子」と呼ばれた。 彼のことを「史上最大の詐欺師」と呼ぶ者もいた。恐らく分類された関連書類が最近になって公表された後でクルーガーと彼の死の状況を異なる視点からみた書籍「何故イーヴァル・クルーガーは殺されたのか」（Därför mördades Ivar Kreuger ISBN 91-7055-019-0, 1990）と「クルーガー殺人：新事実に基づいた調査」（Kreuger-Mordet: En utredning med nya fakta ISBN 91-630-9780-X, 2000）が出版された。イーヴァル・クルーガーの弟トルステン・クルーガーが1960年代の著書の中で殺人説を擁護したが、歴史家の間ではイーヴァル・クルーガーは自殺したことが定説となっている。これらの新しい書籍がこの定説を変えることができるかどうかはまだ不明である。